# Allentown (Floride)
Pour les articles homonymes, voir Allentown.
Allentown est une census-designated place située dans le comté de Santa Rosa, dans l’État de Floride, aux États-Unis.

## Démographie
| 2000 | 2010 | - | - | - | - |
| ---- | ---- | - | - | - | - |
| 914  | 894  | - | - | - | - |

Sa population s’élevait à 894 habitants en 2010. Allentown n’est pas incorporée.